# Parafia Niepokalanego Poczęcia Najświętszej Maryi Panny w Opatowie
Parafia Niepokalanego Poczęcia Najświętszej Maryi Panny w Opatowie – parafia rzymskokatolicka w Opatowie. Należy do Dekanatu Krzepice archidiecezji częstochowskiej. Została utworzona w 1959 roku. Parafię prowadzą księża archidiecezjalni.